# Half Way Tree
Half Way Tree ist ein Stadtteil von Kingston, Jamaika. Das Stadtviertel ist die Hauptstadt des Parish Saint Andrew. 2010 betrug die Zahl der Einwohner 18.139 Menschen. Der Ortsteil hat den Postcode "Kingston 10 JMAAW08".
Der Stadtteil ist der belebteste Ort der Hauptstadt, was mit der Folge der gestiegenen Kriminalität in den Vierteln Downtown und Cross Roads zusammenhängt. Seit den 2000er Jahren ist der Ort zunehmend als Wohngebiet für junge Berufstätige attraktiv geworden, wo auch viele arbeiten. Die Wohnungen und Reihenhäuser befinden sich in erster Linie auf der Surbiton Road, Winchester Road, Ruthven Road und der Cecelio Avenue. In Folge sind die Immobilienpreise stark angestiegen.

## Namensgebung
Den Namen Half Way Tree bekam das Viertel 1866. Zu dieser Zeit stand am heute zentralen Platz auf der Half Way Road ein großer Baum. Dieser war ein wichtiger Treffpunkt für Reisende und Händler, die nach Kingston gekommen waren oder nach Spanish Town, St. Thomas oder St. Mary ziehen wollten. Den Baum gibt es heute nicht mehr, aber der Platz ist immer noch ein wichtiger Umschlagplatz für Händler.

## Industrie und Handel
Half Way Tree ist die Heimat der bekanntesten Plätze und Einkaufszentren, wie z. B. Twin Gates, Mall Plaza, Tropical Plaza, Kings Plaza, Lane Plaza, oder dem Pavilion Mall in Kingston. Das Gebiet ist durch seine Nähe zur Downtown und dem New Kingston Business District einer der gefragtesten Anlaufpunkte für Geschäftsreisende. Das Nationale Hilfswerk schätzt, dass an einem Werktag 250.000 Pendler in Half Way Three unterwegs sind. Half Way Tree ist der Hauptsitz des Kingston Post Office. Die Gewerbegebiete befinden sich im Zentrum des Stadtteils, während sich die Wohngebiete auf die äußeren Seitenstreifen konzentrieren.

## Historische Bauwerke

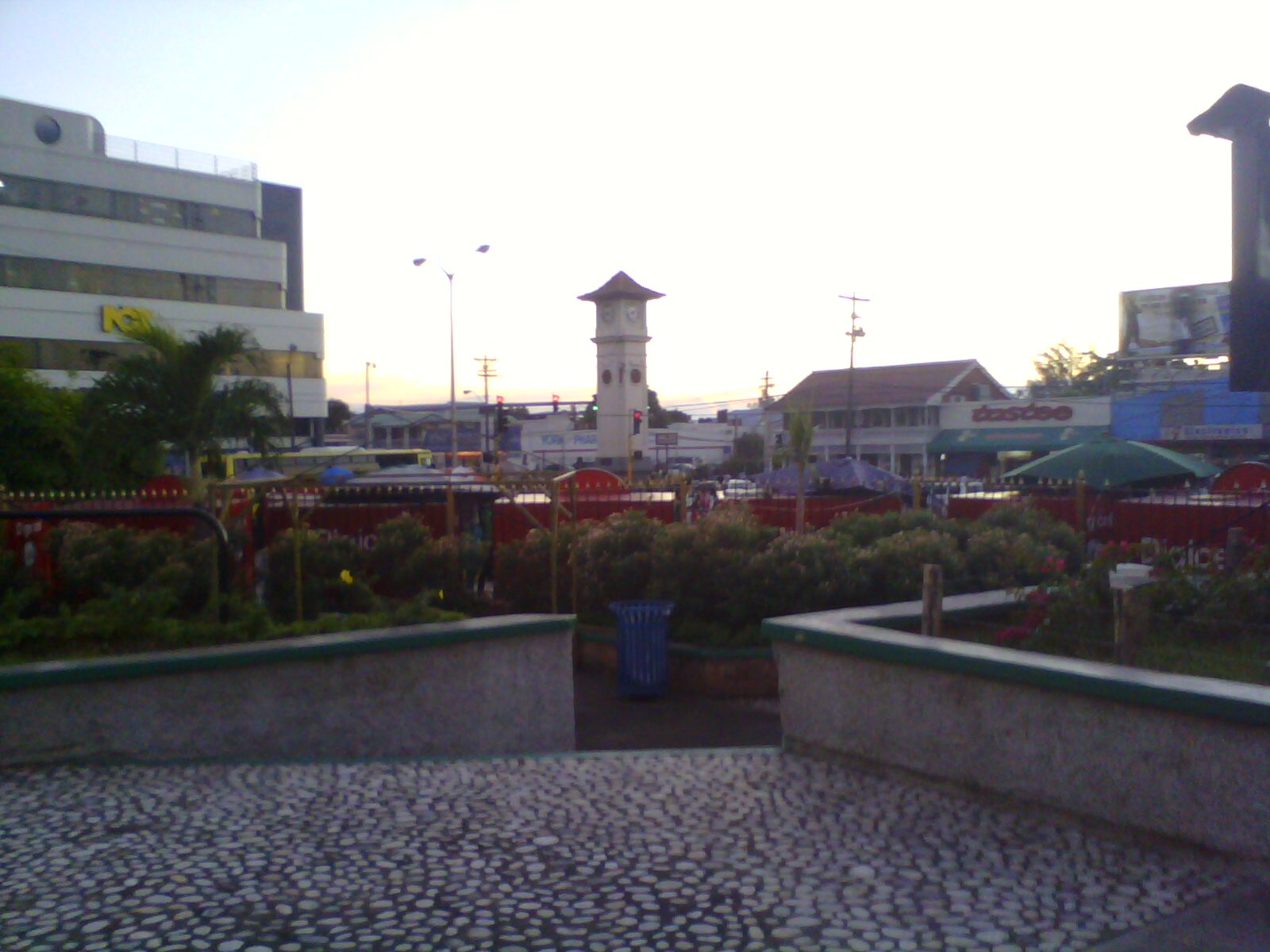
Half Way Tree Clock Tower

An der Kreuzung, wo sich die Straßen Constant Spring Road, Half-Way-Tree Road, Hagley Park Road und Hope Road treffen, steht der Half-Way-Tree Clock Tower. Der Glockenturm aus dem Jahr 1913 wurde im viktorianischen Stil als Denkmal für König Eduard VII. von England errichtet. Auf der Nordseite befindet sich eine Büste des Königs und die Inschrift "Edward VII, Peacemaker".
Etwa eine Meile vom Uhrenturm entfernt befindet sich das Devon House, ein Nationales Kulturerbe. Es wurde 1881 von George Stiebel errichtet, dem ersten Millionär afrikanischer Abstammung. Es ist mit französischen und englischen Antiquitäten der Jahre 1855 bis 1880 ausgestattet. Das Devon House ist außerdem für Herrenhäuser im Kolonialstil des 19. Jahrhunderts repräsentativ.
Die St. Andrew Parish Church wurde 1700 fertiggestellt. Seit dieser Zeit wurde sie dreimal restauriert. Sie liegt am Schnittpunkt der Straßen Eastwood Park Road und Hagley Park Road. Die Kirche wurde im neugotischen Baustil errichtet. Sie ist die älteste, noch erhaltene Kirche der Insel. Die Kirche ist im Besitz vieler Dokumente zum Nachweis von Geburten, Eheschließungen und Todesfällen von Mitgliedern der privilegierten Klassen seit der englischen Besitzergreifung.

## Schulen
In Half Way Tree befinden sich eine Reihe von prominenten Schulen einschließlich der St Andrew High Girls’ School und der Institution Holy Childhood High for Girls.

## Söhne und Töchter der Stadt
- Leonard Sutton, jamaikanischer Cricket-Spieler